# Muerte teórica de información
La muerte teórica de información es la destrucción del tejido cerebral humano (o cualquier estructura capaz de constituir a la persona) y de la información contenida en él de forma tan extensa, que la recuperación de la personalidad original se vuelve teóricamente imposible por cualquier medio físico. El concepto de muerte teórica de información surge en los años noventa en respuesta al problema que con el avance de la tecnología médica, condiciones consideradas antiguamente como muerte, como paros cardiacos, se volvieron reversibles y ya no son considerados como tal.
La muerte teórica de información procura referirse a una muerte que es absolutamente irreversible para cualquier tecnología, distinguiéndose de la muerte clínica y la muerte legal, que denota limitaciones contextuales a los cuidados médicos disponibles, en lugar de a las verdaderas limitaciones teóricas de la sobrevivencia. En particular, la perspectiva de la reparación celular del cerebro mediante nanotecnología molecular desvela la posibilidad de que algún día la medicina sea capaz de resucitar pacientes incluso horas después que su corazón se detenga.
Según Ralph Merkle en Molecular Repair of the Brain:

Una persona está muerta de acuerdo a la "Muerte teórica de información" si sus recuerdos, personalidad, esperanzas, sueños, etc. han sido destruidos. Es decir, si las estructuras del cerebro que tienen codificadas la memoria y la personalidad han sido dañadas más allá de cualquier posibilidad de restauración a un estado funcional, entonces la persona se considera muerta. Si las estructuras que tienen codificadas las memorias y personalidad están intactas y la inferencia de la memoria y la personalidad son posibles en principio, y además la restauración de las mismas a un estado funcional es posible, entonces la persona no está muerta.

El momento exacto de la Muerte teórica de información es actualmente desconocido. Se especula que ocurre gradualmente muchas horas después de la muerte clínica en un lugar a temperatura ambiente el cerebro sufre autólisis. Esto también puede ocurrir más rápidamente si no hay flujo sanguíneo al cerebro mientras la persona se encuentre en terapia intensiva, conduciendo a un estado de descomposición (muerte cerebral), o durante el proceso degenerativo de enfermedades cerebrales que causan la pérdida de una gran cantidad de tejido cerebral .
La muerte teórica de información se relaciona en el contexto de la criónica, que puede ser vista como el uso de la criopreservación para evitar la muerte teórica de Información. El uso del criterio de muerte teórica de información ha formado la base de argumentos éticos que definen a la criónica como un intento por salvar vidas en vez de ser un método de sepultura para los muertos. En contraste, si los métodos criónicos no pueden ser aplicados antes de que la muerte teórica de información ocurra, o si los procedimientos mismos de criopreservación son causales de la muerte teórica de información, entonces la criónica no es posible.